# William C. Hayes
William Christopher Hayes (21 de marzo de 1903 – 10 de julio de 1963) fue un egiptólogo estadounidense. Sus principales campos de estudio fueron la historia del arte egipcio y la traducción/interpretación de textos.

## Biografía
Alumno de Sir Alan Gardiner, Hayes asistió a la Universidad de Princeton, donde se graduó en 1935 con una disertación sobre los sarcófagos reales de la Dinastía XVIII. Durante la mayor parte de su vida estuvo relacionado con el Museo Metropolitano de Arte: primero como miembro de la Expedición Egipcia del museo (desde 1926), luego como curador asistente (1936) y más tarde como curador del Departamento Egipcio del museo, desde 1952 hasta su muerte ocurrida el 10 de julio de 1963. En 1956 participó como consultor en la producción de la película Los Diez Mandamientos. Su obra más conocida, El cetro de Egipto, todavía es considerada por muchos egiptólogos como una de las obras maestras en su campo.

## Obras significativas
- 1961-1962. Chronology: Egypt – To End Of The Twentieth Dynasty. En The Cambridge Ancient History
- 1956. Most ancient Egypt. University of Chicago Press (como editor)
- 1953-1959. The Scepter of Egypt, a Background for the Study of the Egyptian Antiquities in the Metropolitan Museum of Art. parte I, Nueva York, 1953; parte II, Nueva York, 1959
- 1942. Daily life in Ancient Egypt. National Geographic Society
- 1935. Royal Sarcophagi of the XVIII Dynasty (disertación)